# UAZ-469

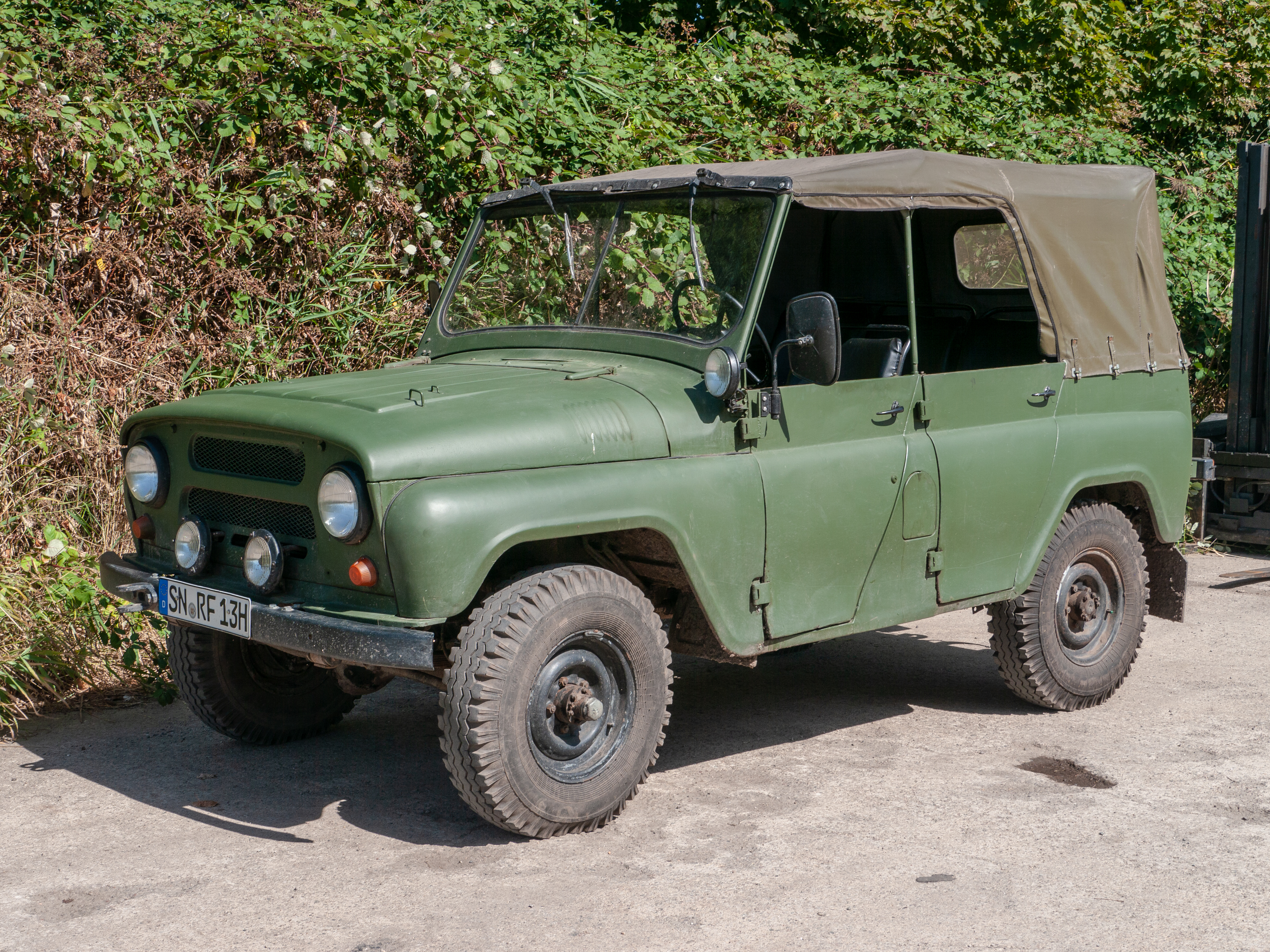
UAZ-469

UAZ-469は、ロシアのUAZが製造している4×4輪駆動の小型軍用車両である。主にソビエト連邦軍・ワルシャワ条約機構加盟国で使用される。

## 概要
UAZ-469は、GAZで開発され、後にUAZで生産が行われたGAZ-69の後継車として1971年に開発された。標準仕様では7名の乗員が搭乗可能である。軍仕様（オフロード仕様）のUAZ-469の最低地上高は300 mmであったが、民間向け（オンロード仕様）として開発されたUAZ-469Bは最低地上高が220 mmに変更されている。UAZ-469Bは民間だけでなく軍でも使用された他、西側向けには「ツンドラ」の名で販売された。
1985年に大規模な近代化改修が行われ、UAZ-469はUAZ-3151に、UAZ-469BはUAZ-31512にそれぞれ名称変更された。UAZ-3151、UAZ-31512は外見こそUAZ-469と変わらないが最高速度が向上しており、ユーザーの意向に応じて各種のガソリンエンジン・ディーゼルエンジンを選択できる。選択可能なエンジンには、UAZ製のものだけでなく日本のトヨタ自動車製のエンジンも含まれる。
ロシア連邦軍向けの生産は2011年時点では継続されていた。民間向けの新規生産は排ガス規制の関係で終了しているが、UAZ-469B、UAZ-31512の改修パッケージとしてUAZ ハンターが提供されている。
ルーフはキャンバストップになっており、取り外してオープントップにしてKPV 14.5mm重機関銃やSPG-9無反動砲を1門搭載することも可能である。

## 信頼性
UAZ-469は、シンプルな作りのため簡単なメンテナンスや修理が可能であり、東側諸国からの評判は良い。また、北方の極寒の地での運用を考慮して制作されたため、キャビンの気密性が高く、他の寒冷地や砂漠などの乾燥地帯でも評価されている。

## 主要諸元 (UAZ-469B)
- 全長：4,025 mm
- 全幅：1,785 mm
- 全高：2,015 mm
- ホイールベース：2,380 mm
- エンジン：2,450 cc 4シリンダー水冷ガソリン
- 最高速度：100 km/h
- 使用燃料：76-オクタンガソリン
- 燃料タンク容量：78リットル
- 航続距離：620 km
- トランスミッション：4速マニュアル、2段シフト4WD
- Front axle：Live axle with leaf springs, drum brakes
- Rear axle：Live axle with leaf springs, drum brakes
- ハブリダクション
- タイヤサイズ：215 SR 15
- ホイールサイズ：6Lx15

## 運用国
- ロシア
- アフガニスタン
- アルゼンチン
- アルジェリア
- アンゴラ
- アルメニア
- アゼルバイジャン
- ベラルーシ
- ブルガリア
- 中国
- クロアチア
- キューバ
- コロンビア
- エクアドル
- エチオピア
- フィンランド
- ジョージア
- ドイツ
- ガーナ[2]
- ハンガリー
- インド
- イラク[3]
- カザフスタン
- キルギス
- ラオス[4]
- レバノン
- リビア
- モロッコ
- メキシコ
- マレーシア
- 北マケドニア
- モルドバ
- モンゴル
- ミャンマー
- ニカラグア
- ポーランド
- フィリピン
- 北朝鮮
- セルビア
- スロバキア
- 南アフリカ共和国
- シリア[5]
- タジキスタン
- 沿ドニエストル共和国
- トルクメニスタン
- ウクライナ
- ウルグアイ[6]
- ウズベキスタン
- ベトナム
- ベネズエラ
- イエメン[7]

### 過去の運用国
- チェコ[8]
- チェコスロバキア
- 東ドイツ
- エジプト
- イラン: 1970年代に購入し、1990年代に退役した。
- イスラエル: シリアの鹵獲品を運用していた。
- ソビエト連邦: ロシアに引き継がれた。

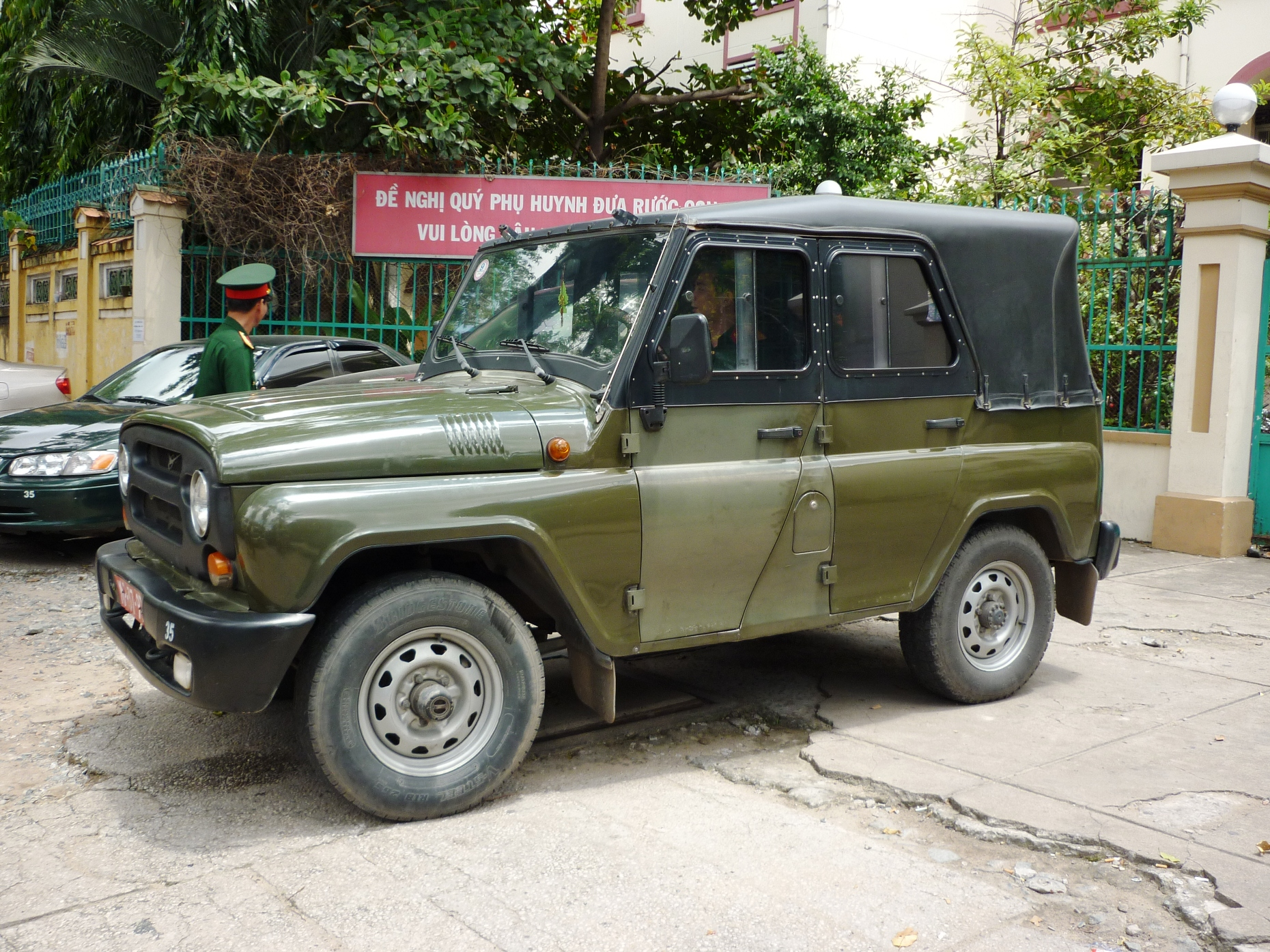
UAZ ハンター。ベトナム・ホーチミン市
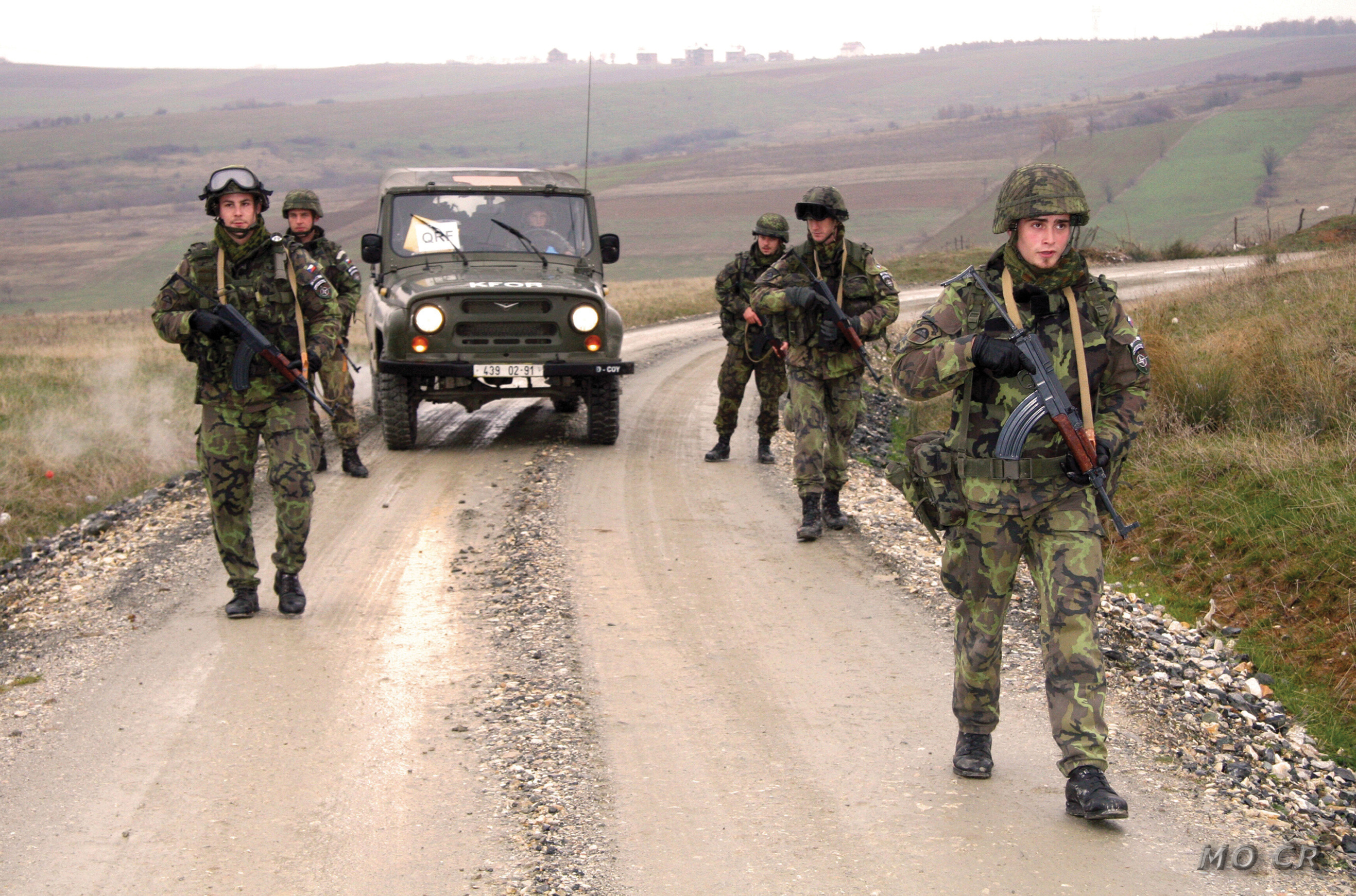
チェコ共和国軍で運用されるUAZ-469。

## 登場作品

### 映画
『REDリターンズ』
ロシアの飛行場を警備していたロシア連邦軍兵士が乗車している。
『バイオハザードV リトリビューション』
モスクワエリアでの戦闘でプラーガアンデッドが乗車し、主人公ら一行とカーチェイスを行う。全車両オープントップ仕様で、一部の車両にはM2重機関銃やDShK38重機関銃が搭載されている。
『ランボー3/怒りのアフガン』
ソ連軍が全般に渡って使用する。
『ロシア特殊部隊 スペツナズ』

### ゲーム
『ARMA 2』
DShK38重機関銃やAGS-30自動擲弾発射器装備型など、多様なバリエーションが使用可能。
『Operation Flashpoint: Cold War Crisis』
ソ連軍陣営とレジスタンス陣営で使用可能な四輪駆動車として「UAZ」の名称で登場する。
『Полный привод： УАЗ 4x4』
ロシアの1C Companyによるカードライブゲーム。UAZ-469・UAZ-469 "ソ連警察車両"・UAZ-31514・UAZ-Hunterなどが運転可能車両として登場。
ゲームタイトルは日本語に訳すと『全輪駆動: UAZ 4x4』となる。登場車両すべてがUAZ製の全輪駆動車。
『Spintires 2014』
イギリス製のオフロードトラックドライビングシミュレーターゲーム。運転可能車両U-469として登場。
『THE GODFATHER2』
キューバ軍兵士が使用する。
『エースコンバット アサルト・ホライゾン』
NRFが物資輸送に使用する。
『コール オブ デューティシリーズ』
『CoD4』
ロシア超国家主義派が使用。キャンペーン終盤では、ソープらがロシア軍の基地から奪って脱出するのに使用する。オープントップ仕様とキャンバストップ仕様が登場する。
『CoD:MW2』
ロシア軍が使用。一部の車両は屋根の上に荷物ラックが付いている。
『CoD:MW3』
ロシア軍が使用。一部の車両は屋根の上に荷物ラックが付いている。
『CoD:BO』
ソ連軍が使用。オープントップ仕様とキャンバストップ仕様が登場する。しかし、ゲームの設定年代が1960年代なので本来は存在しない。
『CoD:BO2』
ソ連軍が使用。アフガニスタン紛争をモデルにしたミッションで登場するため、オープントップで砂漠塗装を施されている。
『バトルフィールド ベトナム』
北ベトナム軍・ベトコンの輸送車両として登場する。オープントップで武装は1丁の重機関銃のみ。
『PlayerUnknown's Battlegrounds』
マップ内に出現する車両の一種で、「UAZ」の名称で登場。通常のハードトップに限らずオープントップ、ソフトトップなどのバリエーションが登場する。